# Planchonella luteocostata
Planchonella luteocostata är en tvåhjärtbladig växtart som beskrevs av Jérôme Munzinger och Swenson. Planchonella luteocostata ingår i släktet Planchonella och familjen Sapotaceae. Inga underarter finns listade i Catalogue of Life.